# Jiangwei
Jiangwei är en köping i sydöstra Kina. Den ligger i Wengyuan härad i staden Shaoguan i provinsen Guangdong, omkring 170 kilometer nordost om provinshuvudstaden Guangzhou. Antalet invånare är 32 034. Befolkningen består av 15 815 kvinnor och 16 219 män. Barn under 15 år utgör 20,0 %, vuxna 15-64 år 67 %, och äldre över 65 år 12,0 %.